# Einar Henningsson
Einar Henningsson, född 12 december 1907 i Kropps församling, död 29 maj 1994 i Helsingborg, var en svensk ombudsman för Elektrikerförbundets avd. 4 och riksdagspolitiker (s).
Henningsson var ledamot av riksdagens andra kammare 1957-1970 i Fyrstadskretsens valkrets. Han var också ledamot av den nya enkammarriksdagen 1971. Han var även stadsfullmäktigeledamot.